# Konotop (Oekraïne)
De Oekraïense plaats Konotop (Oekraïens: Конотоп; [kon̪oˈt̪ɔp]) is gelegen in de rajon Konotopski van de oblast Soemy. Hemelsbreed ligt Konotop op een afstand van 117 km van de regionale hoofdstad Soemy.

## Historie
De eerste vermelding van Konotop dateert uit 1634. Aangenomen wordt dat Konotop in de 17e eeuw werd gesticht. In documenten uit 1642 werd Konotop opnieuw genoemd toen er werd beslist om een fort om de stad te bouwen. In 1659 werd Konotop plotseling veel bekender toen de Slag van Konotop plaatsvond gedurende de Pools-Russische Oorlog. Het Tsaardom Rusland en Oekraïense Kozakken vochten tegen het Pools-Litouwse Gemenebest, het Kanaat van de Krim en overgelopen Oekraïense Kozakken. Onder leiding van Ivan Vihovski kwam het Pools-Litouwse Gemenebest als winnaar uit de strijd.
In 1782 verkreeg Konotop stadsrechten en werd het een belangrijk handelscentrum. Ook tegenwoordig is Konotop van economisch belang en vinden er verschillende werktuigkundige activiteiten en voedselproductie plaats. Daarnaast heeft het een spoorwegverbinding met andere steden en wordt de stad bediend door een tramnet. Dit is uniek omdat Konotop de stad met het laagste inwoneraantal is in Oekraïne waar een trambaan is aangelegd.

## Galerij

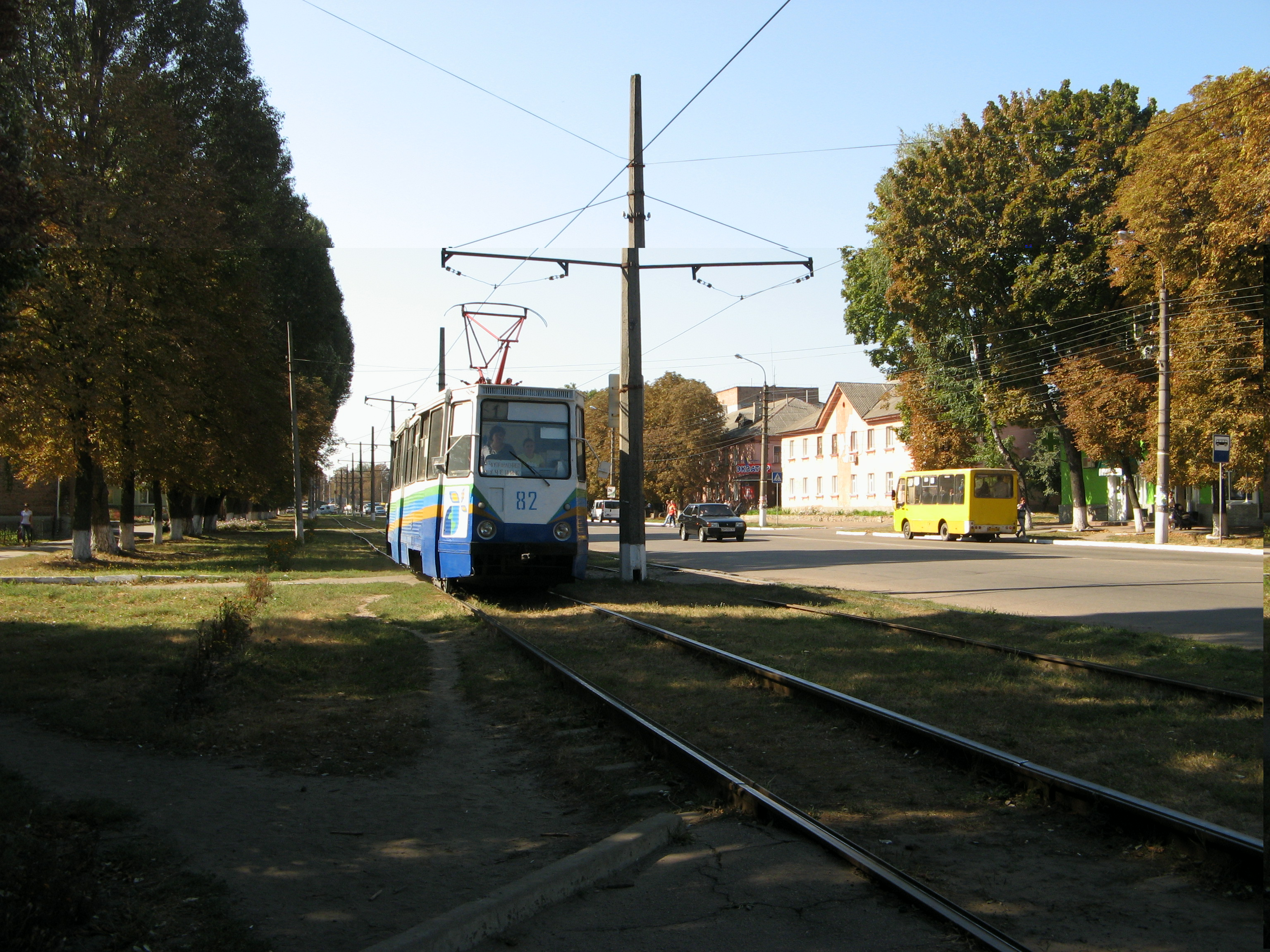
Trambaan.
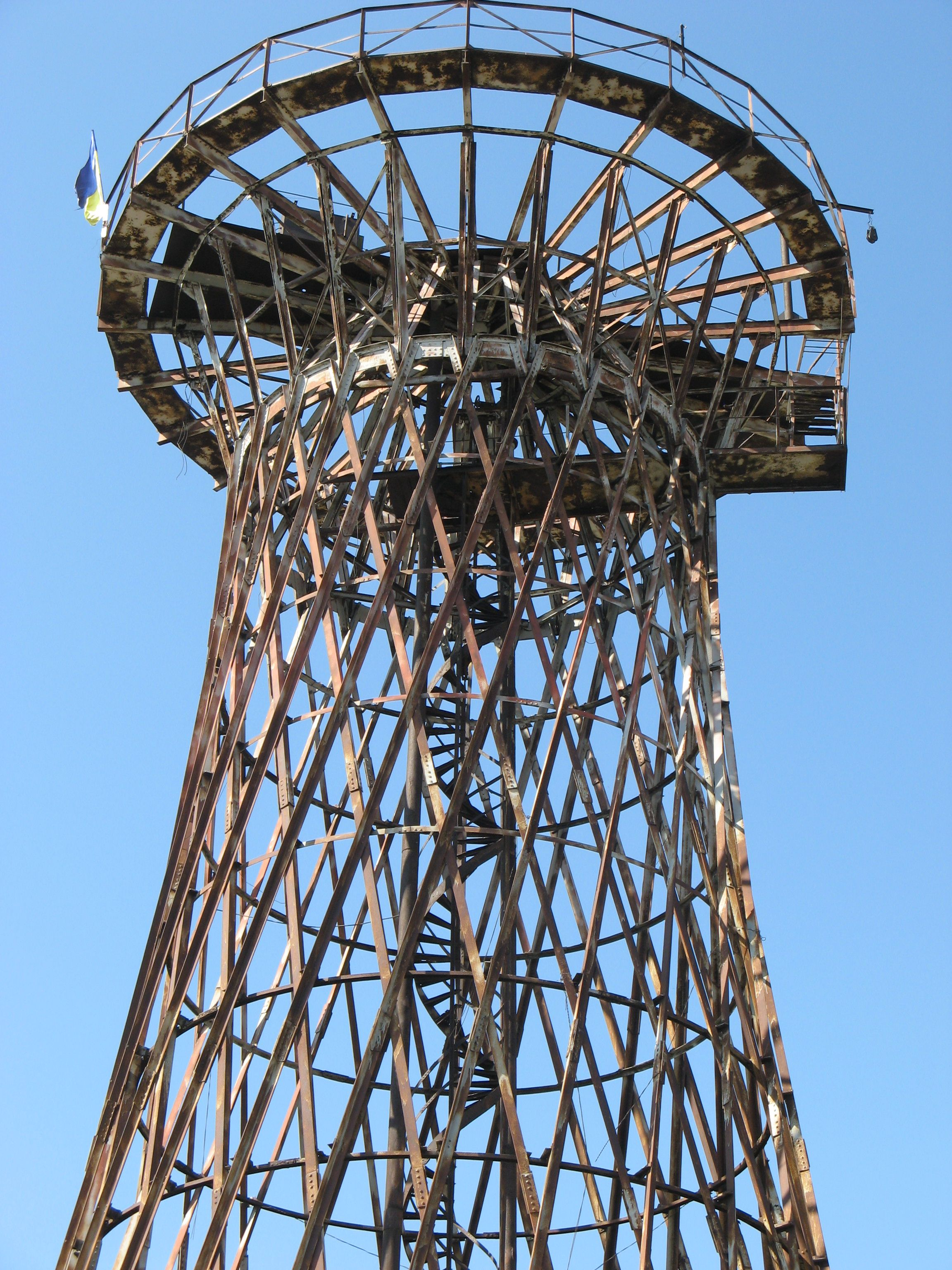
Toren van Sjoechov.
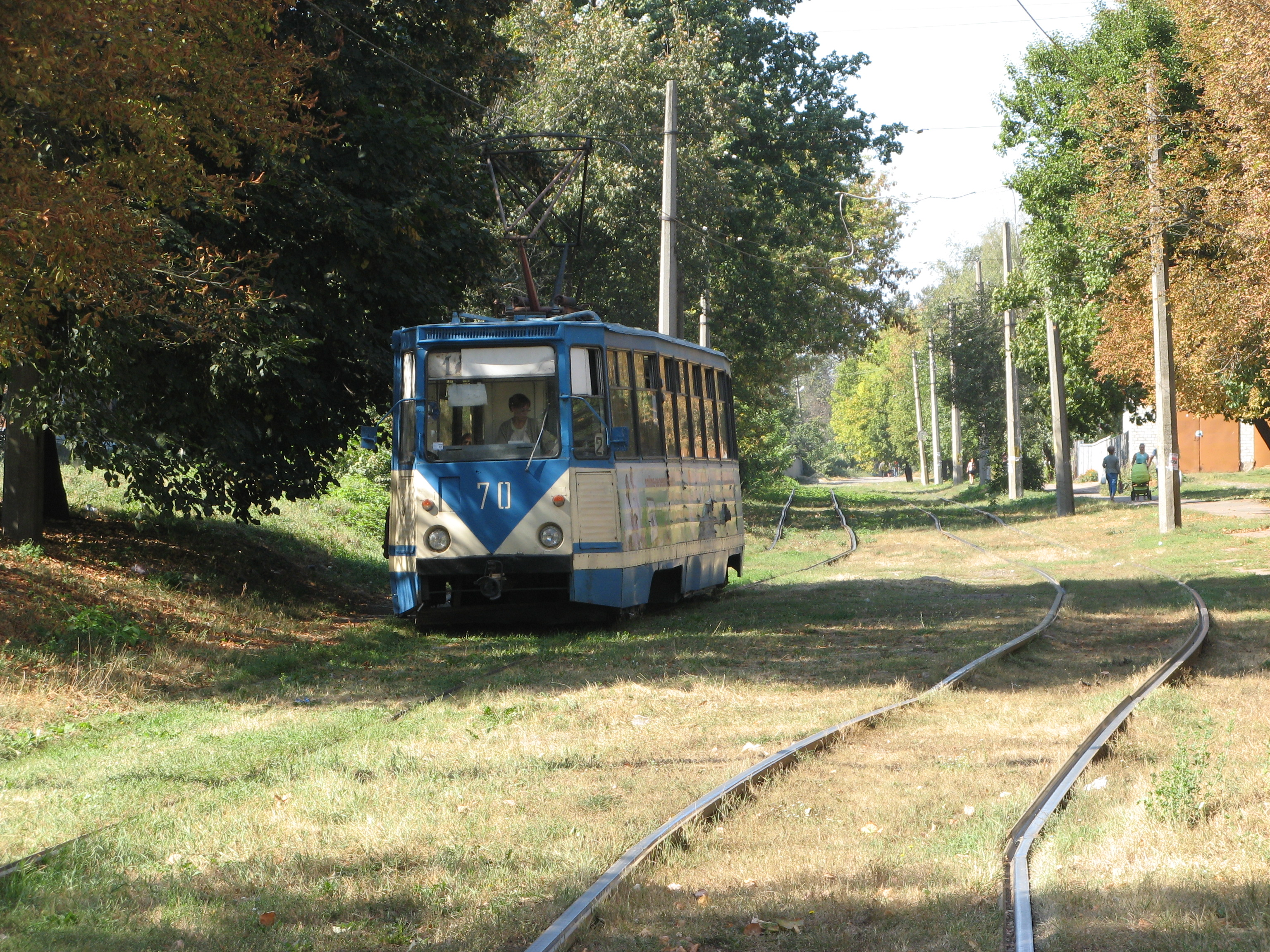
Tram.
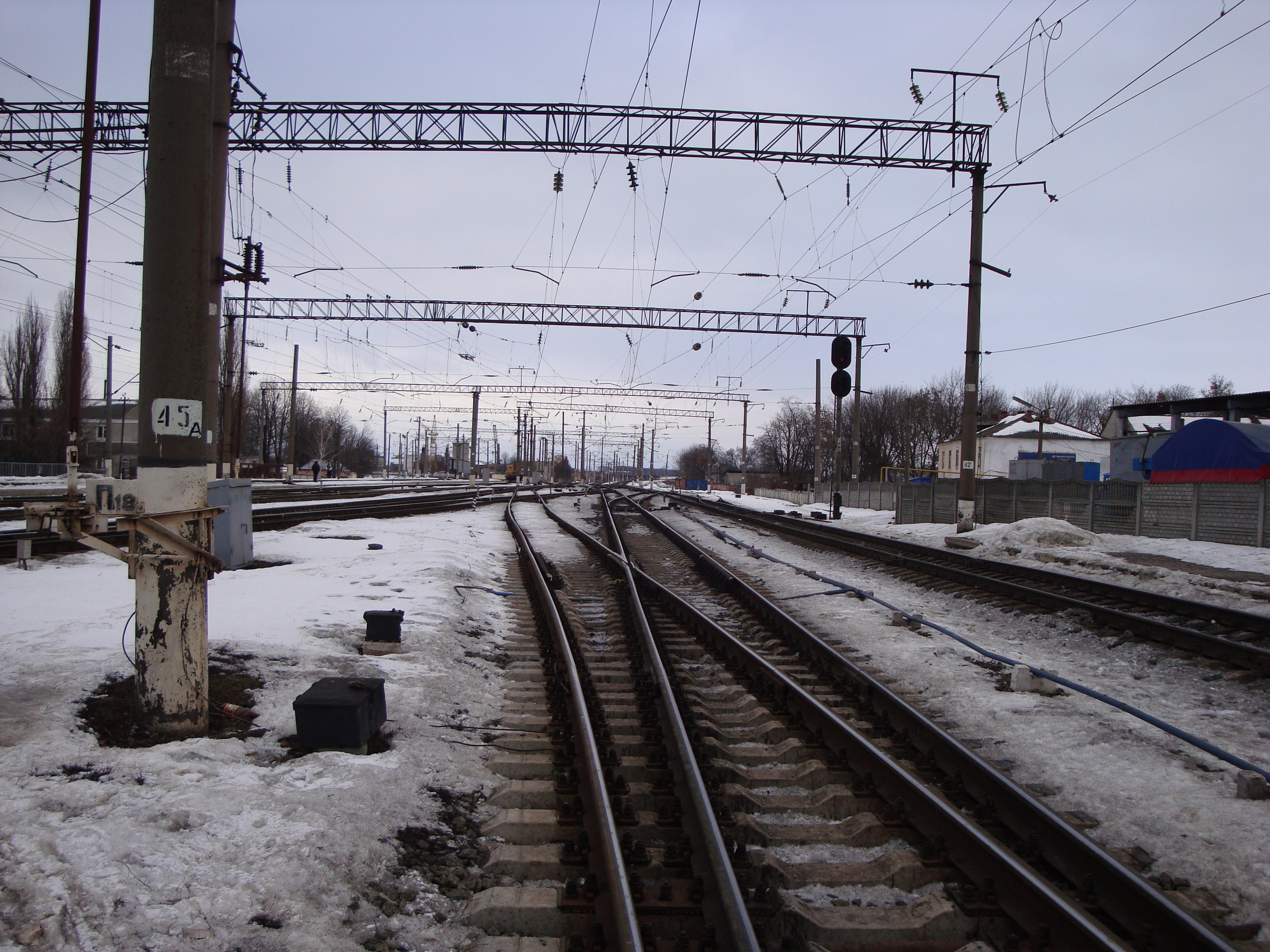
Spoorweg bij het station van Konotop.
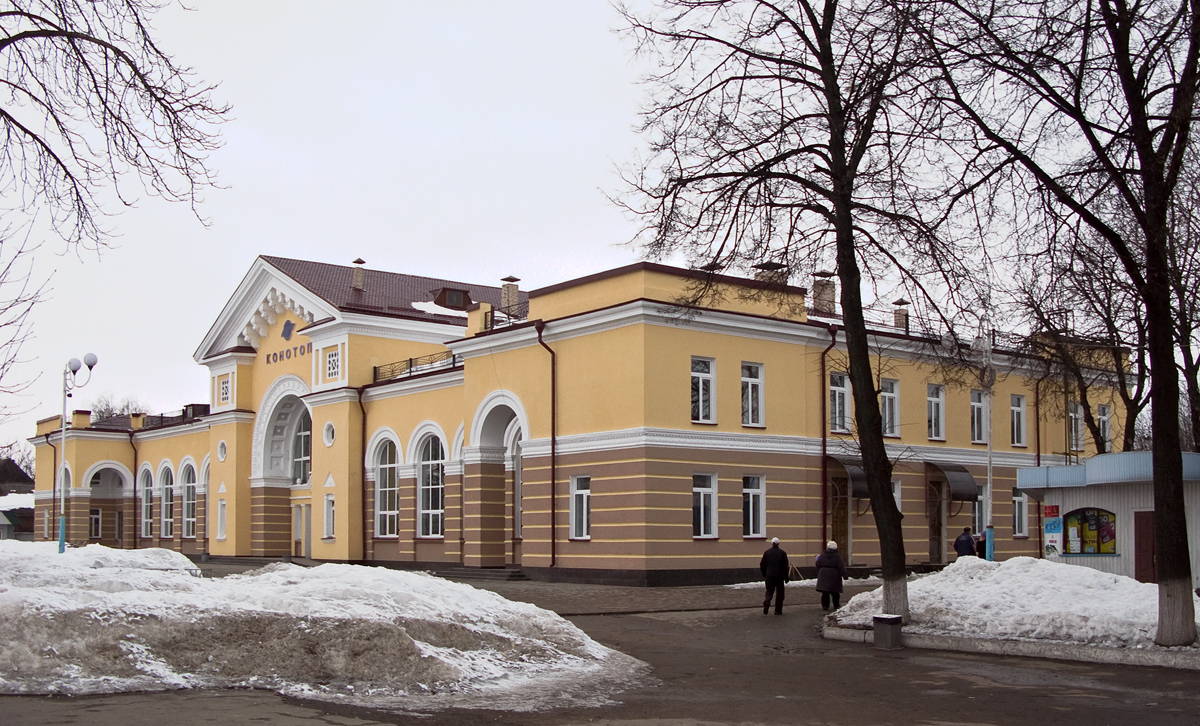
Nieuw stationsgebouw van Konotop.